# Speculum mentis
Pour les articles homonymes, voir speculum.
Speculum mentis est une expression latine signifiant « miroir de l'âme ». C'est aussi un concept de psychologie et d'anthropologie.
Ce terme est utilisé en psychologie et en anthropologie. Pour l'anthropologue Paul Radin (1956), un exemple de speculum mentis, de « miroir de l’esprit », est la figure du Trickster, l'équivalent du lutin dans la culture amérindienne. Ce fripon divin joue des tours pendables, possède une activité désordonnée incessante, une sexualité débordante, etc. Cette interprétation donna lieu grâce à son co-travail avec Carl Gustav Jung au développement du concept d'enfant intérieur, mais aussi d'une pratique psychothérapeutique.
Speculum Mentis, accompagné du sous-titre Or The Map of Knowledge (« Ou la Carte de la Connaissance »), est également le titre d'une œuvre majeure, publiée en 1924, du philosophe, archéologue et historien britannique R. G. Collingwood. Proposant une philosophie de la culture basée sur une théorie de l'unité de l'esprit qui permettrait la synthèse de différents niveaux de connaissance, le livre se structure autour des cinq formes d'expérience que sont l'art, la religion, la science, l'histoire et la philosophie. 